# Bobby Thomson (Fußballspieler, 1939)
Robert „Bobby“ Thomson (* 21. November 1939 in Menstrie) ist ein ehemaliger schottischer Fußballspieler. In seiner kurzen Profikarriere war er als Außenverteidiger im erweiterten Kader des FC Liverpool, der in der Saison 1963/64 die englische Meisterschaft gewann.

## Sportlicher Werdegang
Der FC Liverpool verpflichtete im Dezember 1962 den Außenverteidiger Thomson vom schottischen Erstligisten Partick Thistle. Gegen Ende der Saison 1962/63 absolvierte der Neuling als Vertretung für Gerry Byrne seine ersten Einsätze in der ersten Mannschaft der „Reds“, wobei sein Debüt am 18. April 1963 gegen Nottingham Forest mit einer 0:2-Heimniederlage in Anfield endete. Im mannschaftsinternen Kampf um einen Stammplatz hatte er gegen die erfahreneren Byrne Ronnie Moran und Phil Ferns aber zumeist die schlechteren Karten und während der Meisterschaftssaison 1963/64 kam er nur dreimal zum Zuge. Dabei waren seine zwei Ligaeinsätze gegen den FC Chelsea (2:1) und West Ham United (0:1) Mitte Januar 1964 zu wenig für den Erhalt einer offiziellen Titelmedaille.
Im August 1965 zog er weiter zu Luton Town. Für die „Hatters“ bestritt er 74 Partien in der vierten Liga, bevor er nach Australien auswanderte.